# Waadhoeke
Waadhoeke – miasto i gmina we Fryzji, w północno-wschodniej Holandii. Według danych na rok 2021 miasto zamieszkiwało 46 155 osób, a gęstość zaludnienia wyniosła 162 os./km².

## Klimat
Klimat jest umiarkowany. Średnia temperatura wynosi 8 °C. Najcieplejszym miesiącem jest lipiec (16 °C), a najzimniejszym miesiącem jest luty (0 °C).

## Miejscowości
W Waadhoeke znajduje się 41 miejscowości:

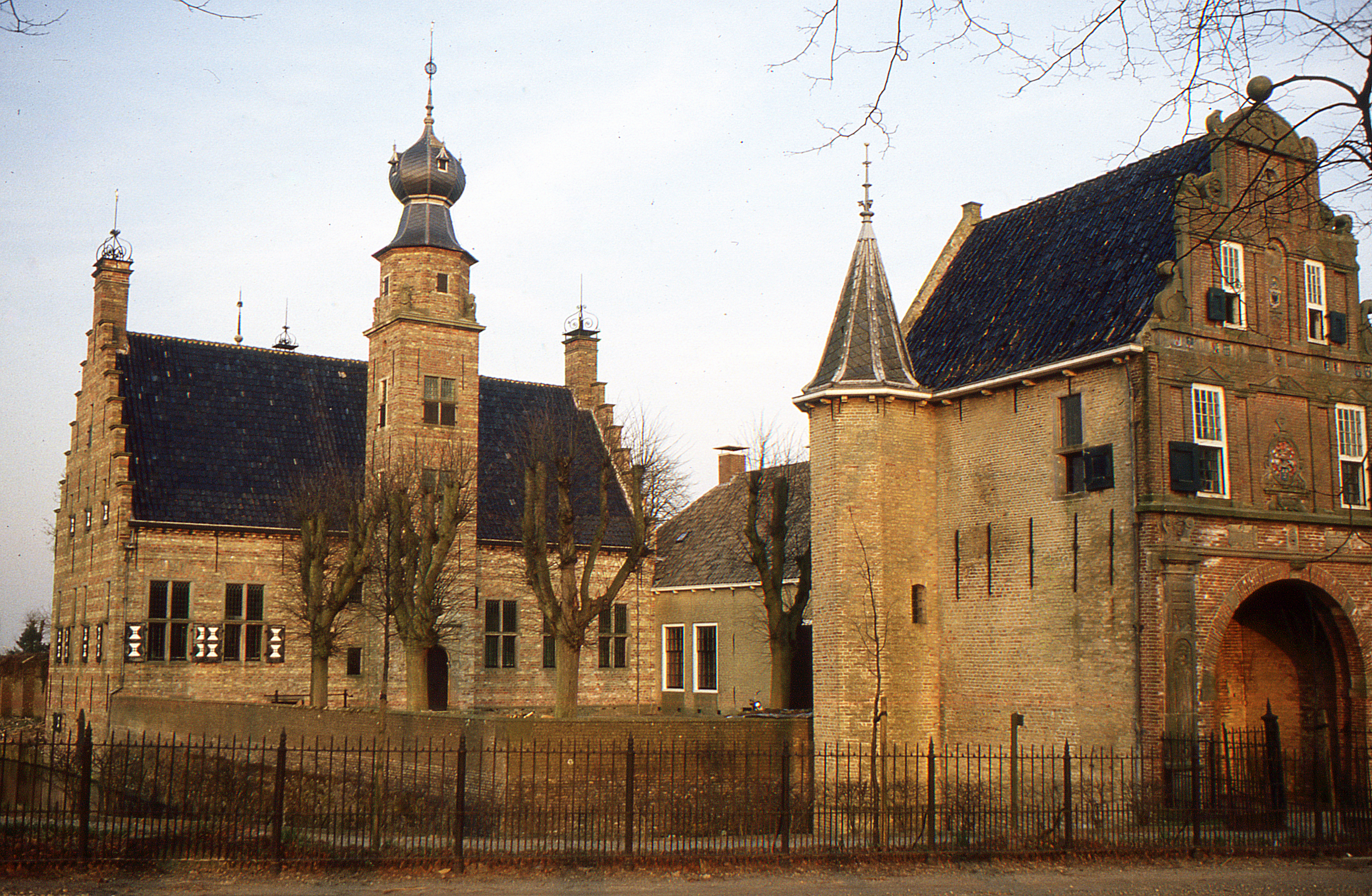
Zamek w Marsum

- Achlum
- Baajum
- Berltsum
- Bitgum
- Bitgummole
- Blessum
- Boer
- Boksum
- Deinum
- Dongjum
- Dronryp
- Firdgum
- Franeker
- Herbaijum
- Hitzum
- Ingelum
- Klooster Lidlum
- Marsum
- Menaam
- Minnertsga
- Nij Altoenae
- Oosterbierum
- Oudebildtzijl
- Peins
- Pietersbierum
- Ried
- Schalsum
- Sexbierum
- Skingen
- Slappeterp
- Spannum
- St. Annaparochie
- St. Jacobiparochie
- Tzum
- Tzummarum
- Vrouwenparochie
- Westhoek
- Wier
- Winsum
- Wjelsryp
- Zweins